# Diane Baker
Diane Baker (Hollywood, Califòrnia (Estats Units), 25 de febrer de 1938) és una actriu i productora estatunidenca.

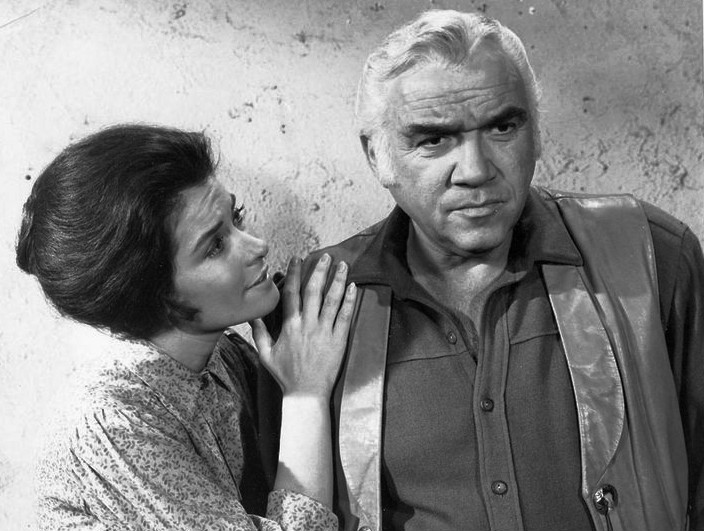
Ben Cartwright i Diane Baker a la sèrie TV Bonanza (Foto de Lorne Greene)

## Biografia
Diane Baker va néixer i créixer a Hollywood. És filla de Dorothy Helen Harrington i de Clyde L. Baker.
Després d'haver estudiat art dramàtic a Nova York amb Charles E. Conrad i ballet amb Nina Fonaroff, comença la seva carrera cinematogràfica amb la 20th Century Fox.
Debuta al cinema amb el paper de Margot Frank al film The Diary of Anne Frank dirigida per George Stevens. El mateix any, actua a Viatge al centre de la Terra al costat de James Mason. Apareix a altres films com Marnie amb Tippi Hedren i Sean Connery o  Miratge amb Gregory Peck i Walter Matthau i també a sèries de televisió com The Invaders, i té un paper recurrent a Dr. Kildare.
El 1967, Diane Baker apareix als dos últims episodis de la sèrie El Fugitiu, a continuació, als anys 70, figura a 3 episodis de la sèrie Missió impossible i a un episodi de la temporada 5 de Columbo (El rellotge testimoni).
A més del seu paper d'actriu, produeix films pel cinema o la televisió.
Durant els anys 2000, apareix a la sèrie Dr. House, fent el paper de la mare del personatge principal.

## Filmografia
Les seves pel·lícules més destacades són:

### Com a actriu

#### Al cinema
- 1959: The Diary of Anne Frank: Margot Frank
- 1959: The Best of Everything: April Morrison
- 1959: Viatge al centre de la Terra (Journey to the Center of the Earth): Jenny
- 1960: Tess of the Storm Country: Tess MacLean
- 1960: The Wizard of Baghdad: Princess Yasmin
- 1962: Hemingway's Adventures of a Young Man: Carolyn
- 1962: The 300 Spartans: Ellas, Leonidas' Niece
- 1963: Nine Hours to Rama: Sheila
- 1963: Stolen Hours: Ellen
- 1963: El premi (The Prize): Emily Stratman
- 1964: The Ghost of Sierra de Cobre: Vivia Mandour
- 1964: Della: Jenny Chappell
- 1964: Strait jacket: Carol Harbin
- 1964: Marnie: Lil Mainwaring
- 1965: Miratge: Shela
- 1966: Sands of Beersheba: Susan
- 1968: The Horse in the Gray Suit: Suzie 'S.J.' Clemens
- 1969: Krakatoa, East of Java, de Bernard L. Kowalski: Laura
- 1972: Stigma
- 1976: Baker's Hawk: Jenny Baker
- 1981: The Pilot de Cliff Robertson: Pat Simpson
- 1990: The Closer: Beatrice Grant
- 1991: El silenci dels anyells (The Silence of the Lambs): la senadora Ruth Martin
- 1993: Twenty Bucks: Ruth Adams
- 1993: The Joy Luck Club: Mrs. Jordan, la mare de Ted
- 1994: Delictes imaginaris (Imaginary Crimes): Abigail Tate
- 1995: The net (La xarxa) (The Net): Mrs. Bennett
- 1996: Un boig a domicili (The Cable Guy) de Ben Stiller: Mare de Steven
- 1996: Corage Under Fire: Louise Boylar
- 1997: Assassinat a la Casa Blanca (Murder at 1600): Kitty Neil, First Lady
- 2000: Les flors d'en Harrison (Harrison's Flowers): Mary Francis
- 2002: On the Roof: Mrs. Arnott
- 2003: A Mighty Wind, de Christopher Guest: Advocada
- 2005: The Keeper: The Legend of Omar Khayyam: Miss Taylor

#### A la televisió
- 1965: L'herència del vent (Inherit the Wind)
- 1966: The Dangerous Days of Kiowa Jones: Amilia Rathmore
- 1966: El Fugitiu: "Episodi El Judici" episodi en 2 parts
- 1967: Beachhead primer episodi de The invaders: Kathy Adams
- 1969: Trial Run: Carole Trenet
- 1969: D.A.: Murder One: Mary Brokaw
- 1970: The Old Man Who Cried Wolf: Peggy Pulska
- 1971: Do You Take This Stranger?: Rachel Jarvis
- 1971: Sarge: Carol Swanson
- 1971: Congratulations, It's a Boy!: Eydie
- 1971: Alta tensió (A Little Game): Elaine Hamilton
- 1972: Killer by Night: Tracey Morrow
- 1973: Here We Go Again: Susan Evans
- 1973: Police Story: Jenny Dale
- 1973: Wheeler and Murdoch: Karen
- 1974: A Tree Grows in Brooklyn: Katie Nolan
- 1975: The Dream Makers: Mary Stone
- 1975: The Last Survivors: Marilyn West
- 1976: Last Salute to the Commodore: Joanna Clay
- 1978 : The Love Boat
- 1978: One of a Kind: Carrie Williams
- 1980: Fugitive Family: Ellen 'Ellie' Roberts
- 1982: Boys from the Blackstuff: Marie
- 1982: The Blue and the Gray: Evelyn Hale
- 1983: A Woman of Substance: Laura O'Neill
- 1987: Little Miss Perfect: Mrs. Summers
- 1987: Arabesque El color de la mort: Eleanor Thane
- 1991: The Haunted: Lorraine Warren
- 1992: Perry Mason: The Case of the Heartbroken Bride: Laura Parrish
- 1992: Arabesque: Laura Parrish
- 1995: Crazy Love: Dina Stratton
- 1995: A Walton Wedding: Charlotte Gilchrist
- 1996: Joan Crawford: Always the Star
- 1998:About Sarah: Lila Hollingsworth
- 2000: Jackie Bouvier Kennedy Onassis: Rosa Kennedy
- 2009: House, MD (temporada 5): Marianne, la mare de House
- 2012: House, MD (temporada 8): Marianne, la mare de House
- 2013: The Surrogate: Louise

### com a productora
- 1977: Portrait of Grandpa Doc
- 1978: One of a Kind (TV)
- 1980: Never Never Land
- 1983: "A Woman of Substance" (fulletó TV)
- 1986: Aashiana
- 1990: Malcolm Takes a Shot (TV)